# Miquel Noguer Bau
Miquel Noguer Bau (Vic, 1977) és un periodista català, director de El País Catalunya des de febrer de 2020.
Va estudiar periodisme a la Universitat Autònoma de Barcelona. Després de treballar en alguns mitjans locals, es va incorporar a la redacció catalana de El País, on ha desenvolupat bona part de la seva trajectòria professional. Ha format part de la secció de societat política i d'internacional. El febrer de 2020 fou nomenat director de El País Catalunya, substituint a Lluís Bassets.